# Bishoftu (volcan)
Pour les articles homonymes, voir Bishoftu.
Le Bishoftu (également appelé volcan de Debre Zeit du nom de la ville du même nom située non loin) est un champ volcanique situé dans la région Oromia en Éthiopie.